# Sig. Dapatas
Sig. Dapatas è il quarto album di Daniele Silvestri, pubblicato nel 1999 dalla BMG Ricordi. L'album, scritto e arrangiato dallo stesso Silvestri, fa seguito alla sua seconda partecipazione al Festival di Sanremo, dove presentò Aria.
Il titolo dell'album è composto dalle lettere iniziali delle dieci canzoni.
"Tu non torni mai" è cantata dal solo Giulio Corda, voce dei Giuliodorme, band prodotta anch'essa da Enzo Miceli.
"Insieme" ha fatto da colonna sonora allo spettacolo teatrale "La verità vi prego sull'amore" di Francesco Apolloni.
"Adesso basta" è cantato in parte in inglese, e in parte in italiano, aggiungendo parole non intellegibili che ricordano il dialetto salentino.
La cantautrice italo-finlandese Lara Martelli canta con lui in "Giro in si".
Nel booklet è presente una dedica a Feiez, un membro degli Elio e le storie tese morto il 23 dicembre del 98

## Tracce
Testi e musiche di Daniele Silvestri, salvo dove indicato.
1. Aria - 4:12
2. Pozzo dei desideri - 5:02
3. Tu non torni mai - 5:54 (musica: Enzo Miceli e Daniele Silvestri)
4. Amore mio - 3:25
5. Insieme - 4:28
6. Giro in si - 4:28
7. Desaparecido - 3:46
8. Adesso basta - 4:45 (musica: Daniele Silvestri e Maurizio Filardo)
9. Sto benissimo - 2:43
10. Sono io - 5:40 (musica: Daniele Silvestri e Enzo Miceli)

## Formazione
- Daniele Silvestri - voce, chitarra, basso, fisarmonica, tastiera, pianoforte, programmazione
- Maurizio Filardo - chitarra
- Max Gazzè - basso
- Simone Prattico - batteria
- Enzo Miceli - chitarra
- Emanuele Brignola - basso
- Matteo Salvadori - chitarra elettrica
- Adelchi Battista - programmazione
- Andrea Moscianese - chitarra elettrica
- Piero Monterisi - batteria
- Giorgio Palombino - percussioni
- Lara Martelli - cori
- Giuliodorme - cori
- Cerebrolesos - cori

## Classifiche
| Classifica (1999) | Posizione massima |
| ----------------- | ----------------- |
| Italia            | 19                |